# Potenza Sport Club 1980-1981
Questa voce raccoglie le informazioni riguardanti il Potenza Sport Club nelle competizioni ufficiali della stagione 1980-1981.

## Stagione
Questa stagione del Potenza Sport Club è segnata da due eventi extracalcistici che condizionarono la stagione in maniera determinante: la morte del calciatore rossoblù Emanuele Faralli, tragicamente scomparso a causa di un incidente d'auto, che scosse molto l'ambiente societario ed i compagni di squadra, ed il terremoto del 23 novembre 1980 che colpì la città di Potenza, con inevitabili ripercussioni anche sulla società che solo due settimane prima aveva dovuto affrontare la perdita del Faralli.
La squadra, che apprese del terremoto durante il viaggio di ritorno dalla trasferta contro il Casarano, fu costretta a sospendere i propri incontri per circa un mese per via delle condizioni di emergenza in cui versava la città e perché lo stadio Viviani venne utilizzato per dare temporanea accoglienza agli sfollati.
Nonostante la difficile situazione la squadra tornò in seguito a giocare e disputò tutte le partite della stagione, riuscendo ad ottenere la salvezza a fine campionato.

## Rosa
| N. |                   | Ruolo | Calciatore          |
| -- | ----------------- | ----- | ------------------- |
|    | Italia (bandiera) | D     | Pietro Adelfio      |
|    | Italia (bandiera) | C     | Dario Bonanni       |
|    | Italia (bandiera) | D     | Raffaele Brindisi   |
|    | Italia (bandiera) | A     | Pietro Cracchiolo   |
|    | Italia (bandiera) | C     | Paolo Cucurnia      |
|    | Italia (bandiera) | D     | Alfonso De Filippis |
|    | Italia (bandiera) | D     | Massimo De Paolis   |
|    | Italia (bandiera) | A     | Stefano Derme       |
|    | Italia (bandiera) | C     | Antonio Falanga     |
|    | Italia (bandiera) | A     | Emanuele Faralli    |
|    | Italia (bandiera) | P     | Nunzio Lo Muscio    |
|    | Italia (bandiera) | P     | Antonio Nolé        |

| N. |                   | Ruolo | Calciatore            |
| -- | ----------------- | ----- | --------------------- |
|    | Italia (bandiera) | C     | Silvano Olivetti      |
|    | Italia (bandiera) | A     | Armando Pagano        |
|    | Italia (bandiera) | A     | Moreno Piciollo       |
|    | Italia (bandiera) | A     | Mario Polidori        |
|    | Italia (bandiera) | D     | Romolo Rossi          |
|    | Italia (bandiera) | C     | Tommaso Savastio      |
|    | Italia (bandiera) | C     | Fernando Scarpa       |
|    | Italia (bandiera) | D     | Francesco Scuteri     |
|    | Italia (bandiera) | A     | Pasquale Squicciarini |
|    | Italia (bandiera) | C     | Antonio Squillace     |
|    | Italia (bandiera) | D     | Antonio Vergari       |

## Risultati

### Serie C2

#### Girone di andata
| 28 settembre 1980 1ª giornata | Marsala | 2 – 0 | Potenza |  |

| 19 ottobre 1980 2ª giornata | Potenza | 1 – 0 | Messina |  |

| 9 novembre 1980 3ª giornata | Potenza | 0 – 2 | Martina |  |

| 30 novembre 1980 4ª giornata | Potenza | 2 – 1 | Ragusa |  |

| 21 dicembre 1980 5ª giornata | Squinzano | 2 – 1 | Potenza |  |

| 18 gennaio 1981 6ª giornata | Potenza | 2 – 1 | Juventus Stabia |  |

| 5 ottobre 1980 7ª giornata | Potenza | 2 – 1 | Alcamo |  |

| 26 ottobre 1980 8ª giornata | Potenza | 2 – 1 | Nuova Igea |  |

| 16 novembre 1980 9ª giornata | Barletta | 1 – 1 | Potenza |  |

| 7 dicembre 1980 10ª giornata | Savoia | 2 – 0 | Potenza |  |

| 4 gennaio 1981 11ª giornata | Potenza | 1 – 1 | Frattese |  |

| 25 gennaio 1981 12ª giornata | Campania | 0 – 0 | Potenza |  |

| 12 ottobre 1980 13ª giornata | Brindisi | 4 – 2 | Potenza |  |

| 2 novembre 1980 14ª giornata | Sorrento | 2 – 0 | Potenza |  |

| 23 novembre 1980 15ª giornata | Virtus Casarano | 1 – 0 | Potenza |  |

| 14 dicembre 1980 16ª giornata | Potenza | 1 – 1 | Palmese |  |

| 11 gennaio 1981 17ª giornata | Monopoli | 4 – 0 | Potenza |  |

#### Girone di ritorno
| 1º febbraio 1981 18ª giornata | Potenza | 1 – 1 | Marsala |  |

| 22 febbraio 1981 19ª giornata | Messina | 0 – 0 | Potenza |  |

| 15 marzo 1981 20ª giornata | Martina | 1 – 1 | Potenza |  |

| 12 aprile 1981 21ª giornata | Ragusa | 0 – 1 | Potenza |  |

| 10 maggio 1981 22ª giornata | Potenza | 1 – 1 | Squinzano |  |

| 31 maggio 1981 23ª giornata | Juventus Stabia | 1 – 0 | Potenza |  |

| 8 febbraio 1981 24ª giornata | Alcamo | 1 – 0 | Potenza |  |

| 1º marzo 1981 25ª giornata | Nuova Igea | 3 – 0 | Potenza |  |

| 29 marzo 1980 26ª giornata | Potenza | 3 – 0 | Barletta |  |

| 26 aprile 1981 27ª giornata | Potenza | 1 – 1 | Savoia |  |

| 17 maggio 1981 28ª giornata | Frattese | 0 – 2 | Potenza |  |

| 7 giugno 1981 29ª giornata | Potenza | 3 – 3 | Campania |  |

| 15 febbraio 1981 30ª giornata | Potenza | 1 – 0 | Brindisi |  |

| 7 marzo 1981 31ª giornata | Potenza | 2 – 1 | Sorrento |  |

| 5 aprile 1981 32ª giornata | Potenza | 1 – 1 | Virtus Casarano |  |

| 3 maggio 1981 33ª giornata | Palmese | 2 – 0 | Potenza |  |

| 24 maggio 1981 34ª giornata | Potenza | 2 – 1 | Monopoli |  |